# Мундир

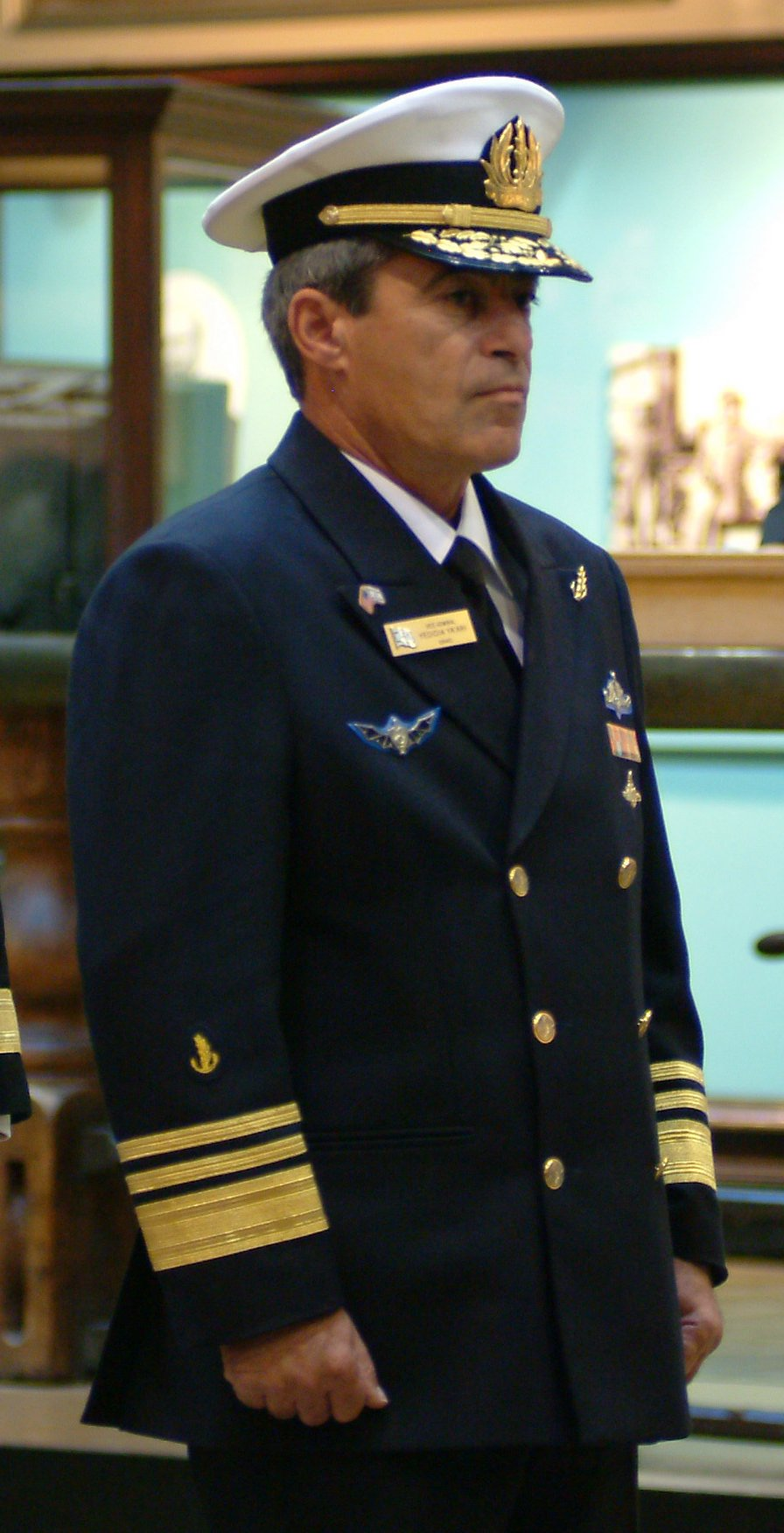
Офіцер військово-морських сил Ізраїлю в мундирі

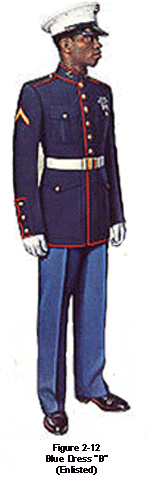
Парадна військова форма одягу Корпусу морської піхоти США в мундирі

Мунди́р (нім. Montur від фр. monture — постачання) — військовий або цивільний формений парадний верхній одяг із золотим або срібним шиттям.

## Історія
Військові мундири виникли у середині XVII століття, й головними вимогами, яким вони повинні були задовольняти, були: функціональне зручність, однаковість за родами та видами військ, ясну відміну від армій інших країн. Мундир служив нагадуванням про бойові доблесті, честь і високе почуття військового товариства. Вважалося, що військова форма — найошатніший і привабливіший чоловічий одяг. Насамперед, це стосувалося парадного мундиру, який надягався в урочистих випадках і саме для цього призначався. 